# Toskana
Toskana (tal. Toscana) je regija u središnjoj Italiji. Graniči s regijama Lacij (na jugu), Umbrija (na istoku), Emilia-Romagna i Ligurija (na sjeveru), dok se zapadno od regije nalazi Tirensko more. Toskana slovi kao jedan od najljepših dijelova Italije, a ima i oko 120 zaštićenih područja prirode.
Poznata turistička odredišta u Toskani su Firenca, Pisa, Lucca, Cortona, Maremma (u pokrajini Grosseto), Crete Senesi, Lunigiana, Garfagnana i Siena

## Pokrajine Toskane
- Arezzo
- Firenca (Firenze)
- Grosseto
- Livorno
- Lucca
- Massa-Carrara
- Pisa
- Pistoia
- Prato
- Siena

## Ostala naselja pokrajine
- Ponte Buggianese

## Vanjske poveznice
- Regione Toscana (Službena stranica)  Arhivirana inačica izvorne stranice od 4. listopada 2010. (Wayback Machine)
- Turizam u Toskani  Arhivirana inačica izvorne stranice od 11. studenoga 2005. (Wayback Machine)
- Dvorci Toskane